# المجادرة (حبيش)

تعديل مصدري - تعديل

المجادرة محلة تابعة لقرية المهاجمة، التابعة لعزلة بني معين بمديرية حبيش إحدى مديريات محافظة إب في الجمهورية اليمنية، بلغ تعداد سكانها 53 حسب تعداد اليمن لعام 2004.